# Salon auto
O expoziție auto, cunoscut și sub numele de salon auto sau salon de mașini, este o expoziție publică de modele de automobile actuale, debuturi, mașini concept sau clasice ieșite din producție. La ea sunt prezenți reprezentanți ai industriei auto, dealeri, jurnaliști auto și pasionați de mașini. Majoritatea expozițiilor auto au loc o dată sau de două ori pe an. Ele sunt importante pentru producătorii de automobile și dealerii locali ca exercițiu de relații publice, deoarece fac publicitate pentru produse noi și promovează mărcile auto. Cele mai prestigioase cinci expoziții auto, uneori numite „Big Five”, sunt în general considerate a avea loc la München, Geneva, Detroit, Paris și Tokyo.